# Tênder de submarino

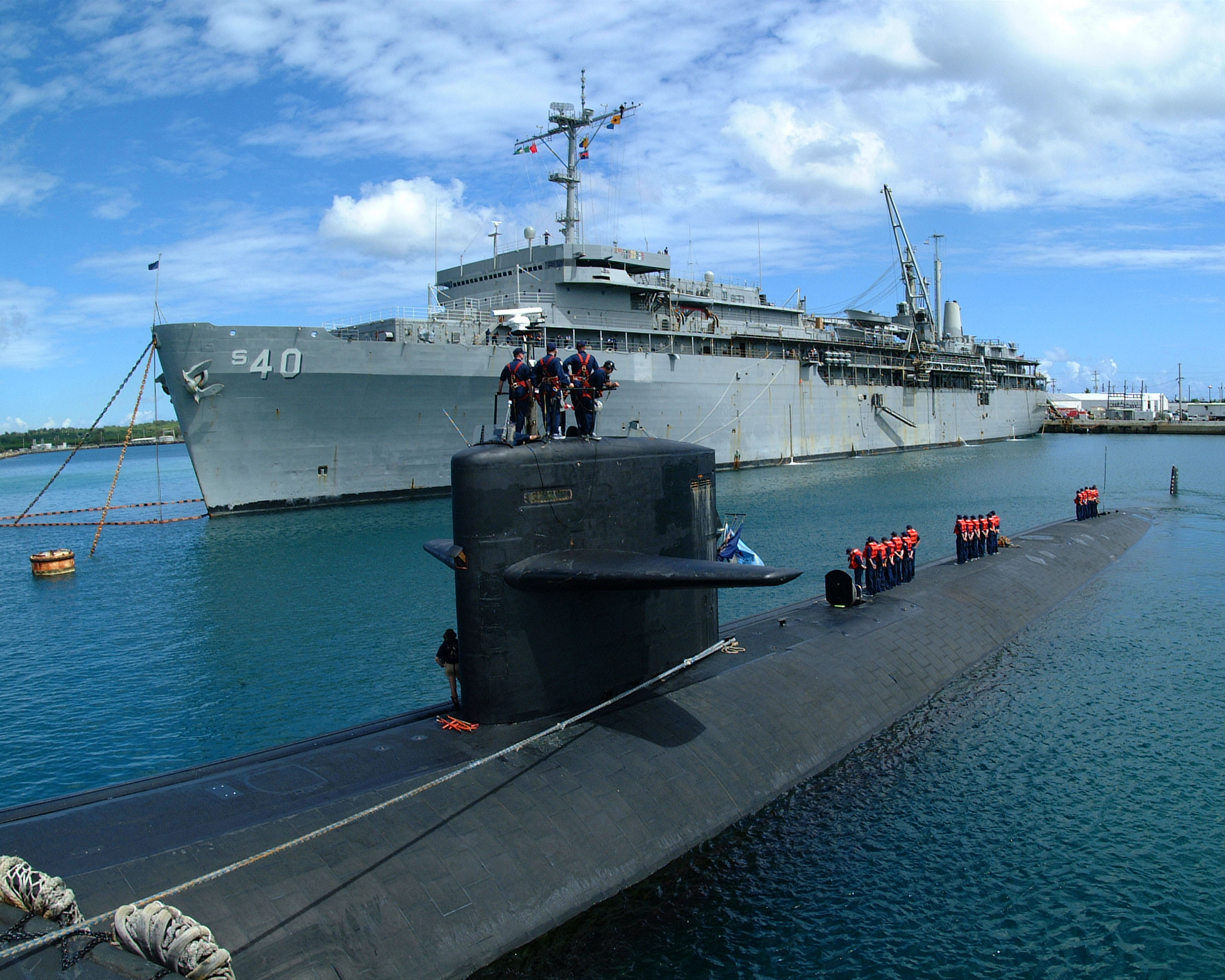
USS Frank Cable (atrás, na imagem), um dos dois tênderes de submarinos mantidos pela Marinha dos Estados Unidos. O submarino de ataque está em primeiro plano.

Um tênder de submarino é um tipo de tênder que abastece, repara, presta suporte e provisiona com munições um esquadrão de submarinos. Assim como os tênderes de contratorpedeiros, servem como "navios-mãe" para os submarinos a que prestam suporte.

## Relação com os submarinos
Os submarinos dependem muito mais de seus tênderes do que os contratorpedeiros, dado que o submarino, cujo efetivo é baseado no número de homens necessários para as tarefas de combate e vigilância, e projetado para operação tanto em superfície quanto abaixo dela, possui um interior tão ocupado por máquinas que o espaço se torna apertado e limitado para acomodação de pessoal ou armazenamento de peças de reposição, provisões, munições e outros itens essenciais semelhantes.
 

O submarino, portanto, depende do tênder para a revisão geral de máquinas, torpedos, trabalhos gerais de construção e assistência nas manutenções de rotina. É o tênder que realiza o transporte de médicos, pagadores e demais funcionários para os quais não há espaço suficiente no submarino.

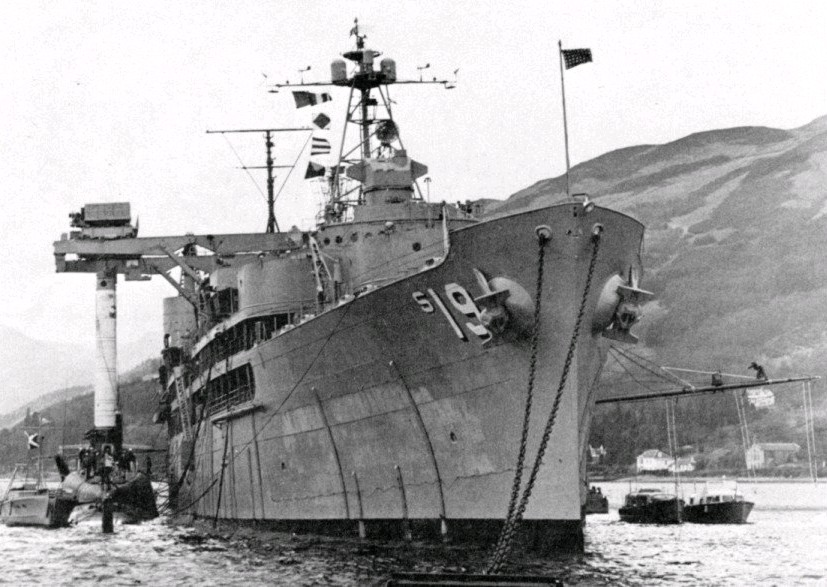
Transferência de um míssil balístico lançado de submarino Polaris entre o tênder de submarino USS Protheus (AS-19) e o submarino de mísseis balísticos USS Patrick Henry (SNBN-599) em Holy Loch, Dunoon, Escócia, em 1961.

Os tênderes vão ao encontro das embarcações em alto-mar, para reabastecê-las ou fornecer serviços enquanto estão atracadas em um porto nas proximidades de uma zona de operações dos submarinos. Em algumas marinhas, os tênderes também são equipados com oficinas de manutenção e com dormitórios flutuantes, dotados de equipes de socorro.
Na Marinha dos Estados Unidos, os tênderes de submarino são responsáveis, também, pelo reparo de danos sofridos em batalha, e outros reparos emergenciais avançados, além da redistribuição entre teatros para complementar o movimento de forças operacionais.

## Desenvolvimento
Com a introdução da energia nuclear e o aumento do tamanho e nível de automação existente nos submarinos modernos, os tênderes de submarino já não são mais tão necessários para o transporte de combustível como eram antes. As tripulações também são treinadas para prestar manutenção nos submarinos atômicos.

## Tênderes de submarino nas marinhas do mundo

### Canadá
O primeiro tênder de submarinos do Canadá foi o HMCS Shearwater.

### Chile
Na marinha chilena, o termo usado para designar os tênderes de submarino é "navio-mãe submarino", como, por exemplo o BMS Almirante Merino.

### China
O navio de apoio submarino Tipo 926 da China é capaz de reabastecer submarinos e também de resgatar pessoas em situação de perigo.

### França
Durante a década de 1930 e a Segunda Guerra Mundial, a Marinha Francesa e, posteriormente, as Forças Navais Francesas Livres, operaram o tênder de submarino Jules Verne.

### Alemanha
Incapaz de operar um número significativo de tênderes de superfície convencionais durante a Segunda Guerra Mundial, a Kriegsmarine alemã empregou submarinos Tipo XIV (apelidados de "vacas leiteiras" ) para operações de reabastecimento em alto-mar.

### Japão
Antes e durante a Segunda Guerra Mundial, a Marinha Imperial Japonesa operou tênderes de submarino. A organização militar também operou o navio de apoio a hidroaviões Nisshin, um navio de apoio a hidroaviões projetado e equipado para transportar e dar suporte a 12 submarinos de pequeno porte, além de hidroaviões, e vários submarinos projetados para transportar, lançar e recuperar submarinos de pequeno porte.

### Países Baixos
A Marinha Real Neerlandesa possui um navio tênder de submarino, o HNLMS Mercuur (A900), cuja entrada em operação se deu em 1987, em substituição ao HNLMS Onverschrokken (M886), então conhecido como HNLMS Mercuur (A856). Encomendado em 1956 como um caça-minas oceânico da classe Aggressive, construído nos Estados Unidos e, mais tarde, usado como um navio de apoio a submarinos.

### Rússia
A Marinha Russa desativou todos os seus navios tênderes das classes Don e Ugra herdados da Marinha Soviética em 2001. O último remanescente desta classe foi o INS Amba (A54), inicialmente vendido à Marinha da Índia em 1968 para uso como tênder de sua frota de submarinos da classe Foxtrot . A embarcação teria sido desativada em julho de 2006.[carece de fontes?]

### Reino Unido
Na Marinha Real Britânica, os tênderes de submarino são chamados de navios depósito de submarinos, como o HMS Medway e o HMS Maidstone.  
Lista de navios de depósito de submarinos da Marinha Real
- HMS Adamant (1911)
- HMS Adamant (A164)
- HMS Alecto (1911)
- HMS Ambrose (1903)
- HMS Arrogant (1896)
- HMS Bonaventure (1892)
- HMS Bonaventure (F139)
- HMS Cairo (1918)
- HMS Cyclops (F31)
- HMS Dolphin (1882)
- HMS Forth (A187)
- HMS Hazard (1894)
- HMS Lucia (F27)
- HMS Mackay
- HMS Maidstone (1912)
- HMS Maidstone (1937)
- HMS Medway (F25)
- HMS Rosario (1898)
- HMS Vulcan (1889)
- HMS Whitehall
- HMS Wuchang (F30)

### Estados Unidos
Na Marinha dos Estados Unidos, os tênderes de submarinos são considerados navios auxiliares, levando em seus cascos o símbolo de classificação "AS". Desde 2017, a Marinha dos Estados Unidos mantém dois tênderes de submarinos, o USS Emory S. Land (AS-39) e o USS Frank Cable (AS-40).

## Links externos
- Media relacionados com Tênder de submarino no Wikimedia Commons